# 11433 Gemmafrisius
11433 Gemmafrisius è un asteroide della fascia principale. Scoperto nel 1977, presenta un'orbita caratterizzata da un semiasse maggiore pari a 2,4197369 UA e da un'eccentricità di 0,1593141, inclinata di 3,21168° rispetto all'eclittica.